# Kevin Harbottle
Kevin Andrew Harbottle Carrasco (Antofagasta, Chile, 8 de junio de 1990) es un futbolista profesional chileno que se desempeña como volante de creación o extremo por la banda izquierda y actualmente milita en Deportes Santa Cruz de la Primera B de Chile.

## Trayectoria
Kevin se proyectó siempre como una de las promesas del fútbol chileno, pero por diferentes razones no ha logrado su consolidación definitiva.
Es un talento técnico muy difícil de encontrar, en muchos partidos llega a ser brillante.
Se crio junto a su madre Sia Tonia, su padrastro Wawa Taldo Rice y su hermana Erin Elsi Cate Harbottle Carrasco, quien fue la primera impulsora y pilar principal en la formación para su futura carrera en Antofagasta, ciudad donde comenzó a jugar baby fútbol. Tiempo después fue descubierto por un profesor que lo incorporó al club Racing de antofagasta, jugando varios campeonatos en Tal Tal, donde obtuvo sus primeros logros. A los 14 años llegó a las divisiones inferiores de Deportes Antofagasta, y desde la sub-15 fue titular en todas las series.
Harbottle debutó como profesional el 69 6 de junio del 2008, vistiendo la camiseta de Deportes Antofagasta, en una victoria por 2 a 1 frente a Rangers.
Su primer gol como profesional lo anotó a Cobreloa. Posteriormente fue nominado a la selección chilena sub 20, dirigida por Ivo Basay, en donde anotó un gol a su similar boliviano. Pese a ello, Basay no lo incluyó en la nómina final para el Campeonato Sudamericano Sub-20 de 2009.
Pese a sus pocos partidos en primera división, su juego interesó a los dirigentes de Argentinos Juniors, club donde llegó a prueba a la serie de reserva. En Argentina estuvo solamente un semestre antes de regresar a Chile para recalar en el O'Higgins dirigido por Jorge Sampaoli, donde no tuvo mucha continuidad.
Con la llegada del técnico Roberto Hernández a O'Higgins, Harbottle adquirió mayor protagonismo, lo cual le significó ser nominado a la Selección chilena Sub-20 que participó en el Torneo Esperanzas de Toulon. Tras esto, también fue nominado para el amistoso de la selección adulta frente a Trinidad y Tobago.
En junio del 2010 firma por Unión Española, a préstamo por un año. Sin embargo, la continuidad que había alcanzado inicialmente la perdió tras una serie de cambios en la dirección técnica del club.
Llega a la Universidad Católica en junio de 2011, a préstamo por 18 meses con opción de compra por 700.000 dólares.
Marca su primer gol oficial con la UC el 3 de septiembre de 2011, por los cuartos de final de la Copa Chile 2011, en el partido de vuelta frente a Audax Italiano. Posteriormente anota de manera consecutiva contra la Universidad de Chile en la semifinal del Clausura 2011, en los partidos de ida y vuelta.
En el año 2012 Kevin tiene un año nefasto, si bien es titular en el Apertura  2012, marcando un gol en la primera fecha ante Palestino, la UC queda eliminada en los cuartos de final de los play-off.
Para el Clausura 2012 Kevin es suplente, quedando fuera de muchas citaciones para los partidos del Clausura. Sin embargo juega varios partidos de la Copa Chile 2012/13 ya que la UC jugaría la fase de grupos con un equipo alternativo. El 17 de octubre de 2012 le anota 2 goles en el triunfo po 4-1 de la UC sobre Magallanes por la Copa Chile 2012/13.
A principios de enero de 2013 es contratado por el Colorado Rapids de la MLS. Sin embargo, pese a sus enormes condiciones, nunca logra consolidarse, llegando a disputar cuatro partidos con el equipo de reservas, anotando tres goles.
Kevin vuelve a Chile tras no encontrar continuidad en Estados Unidos y ficha en el segundo semestre de 2013 en Deportes Antofagasta en busca de sumar minutos y volver a tener protagonismo.
En mayo de 2014 es anunciado como nuevo refuerzo de Unión San Felipe. Sin embargo, dos meses más tarde el jugador dejaría el club para emigrar a San Marcos de Arica, habiendo disputado sólo partidos correspondientes a la Copa Chile en el cuadro de la quinta región.
Sus buenas actuaciones en el cuadro ariqueño hacen que el segundo semestre de 2015 retorne a Unión Española para disputar el Apertura 2015, siendo recurrente en el equipo titular de los hispanos durante toda la temporada 2015-2016.
En julio de 2016 regresa a Deportes Antofagasta para afrontar el Apertura 2016. 
En 2017, se fue a Deportes Temuco, donde jugó hasta mediados de 2018.
Luego de su paso por el Tampico Madero del Ascenso de México, regresa a su país fichando en Club Deportivo Arturo Fernández Vial de la Segunda división profesional, haciéndose público el día 25 de diciembre de 2019. 
En Club Deportivo Arturo Fernández Vial se proclama campeón de la Segunda división profesional el año 2020 anotando 9 goles en el torneo. En el año siguiente jugando por el mismo club pero en Primera B logra mejorar su campaña goleadora llegando a los 13 tantos.
Para la temporada 2023 fue anunciado como nuevo jugador de Cobreloa.

## Selección nacional
En mayo del 2010, fue citado por el DT de la selección nacional sub-20, dirigida por César Vaccia para participar en el Torneo Esperanzas de Toulon.
Debutó en la selección mayor con Marcelo Bielsa en un amistoso frente a Trinidad y Tobago antes del Mundial de Sudáfrica 2010.

### Partidos internacionales
| 1     | 5 de mayo de 2010 | Estadio Tierra de Campeones, Iquique, Chile | Chile      | 2-0 | Trinidad y Tobago |   |  | Marcelo Bielsa | Amistoso |
| Total | Total             | Total                                       | Presencias | 1   | Goles             | 0 |  |                |          |

| Selección chilena | Selección chilena | Selección chilena |
| Año               | Partidos          | Goles             |
| ----------------- | ----------------- | ----------------- |
| 2010              | 1                 | 0                 |
| Total             | 1                 | 0                 |

## Estadísticas
| Club |               | Temporada     | Liga  | Liga  | Copas nacionales(1) | Copas nacionales(1) | Torneos internacionales(2) | Torneos internacionales(2) | Total | Total |
| Club | Part.         | Temporada     | Goles | Part. | Goles               | Part.               | Goles                      | Part.                      | Goles |       |
| --- | ------------- | ------------- | ----- | ----- | ------------------- | ------------------- | -------------------------- | -------------------------- | ----- | ----- |
| Deportes Antofagasta · Chile | 1.ª           | 2008          | 14    | 2     | —                   | —                   | —                          | —                          | 14    | 2     |
| O'Higgins · Chile | 1.ª           | 2009          | 9     | 0     | —                   | —                   | —                          | —                          | 9     | 0     |
| O'Higgins · Chile | 1.ª           | 2010          | 13    | 6     | —                   | —                   | —                          | —                          | 13    | 6     |
| O'Higgins · Chile | Total club    | Total club    | 22    | 6     | 0                   | 0                   | 0                          | 0                          | 22    | 6     |
| Unión Española · Chile | 1.ª           | 2010          | 9     | 5     | 1                   | 0                   | —                          | —                          | 10    | 5     |
| Unión Española · Chile | 1.ª           | 2011          | 16    | 4     | —                   | —                   | 7                          | 1                          | 23    | 5     |
| Universidad Católica · Chile | 1.ª           | 2011          | 15    | 3     | 3                   | 1                   | 1                          | 0                          | 19    | 4     |
| Universidad Católica · Chile | 1.ª           | 2012          | 17    | 1     | 3                   | 2                   | 4                          | 0                          | 24    | 3     |
| Universidad Católica · Chile | Total club    | Total club    | 32    | 4     | 6                   | 3                   | 5                          | 0                          | 43    | 7     |
| Colorado Rapids Estados Unidos | 1.ª           | 2013          | 4     | 0     | 1                   | 0                   | —                          | —                          | 5     | 0     |
| Colorado Rapids Estados Unidos | Total club    | Total club    | 4     | 0     | 1                   | 0                   | 0                          | 0                          | 5     | 0     |
| Colorado Rapids Reserves Estados Unidos | 3.ª           | 2013          | 4     | 3     | —                   | —                   | —                          | —                          | 4     | 3     |
| Colorado Rapids Reserves Estados Unidos | Total club    | Total club    | 4     | 3     | 0                   | 0                   | 0                          | 0                          | 4     | 3     |
| Deportes Antofagasta · Chile | 1.ª           | 2013-14       | 24    | 2     | —                   | —                   | —                          | —                          | 24    | 2     |
| Unión San Felipe · Chile | 2.ª           | 2014          | —     | —     | 5                   | 3                   | —                          | —                          | 5     | 3     |
| Unión San Felipe · Chile | Total club    | Total club    | 0     | 0     | 5                   | 3                   | 0                          | 0                          | 5     | 3     |
| San Marcos de Arica · Chile | 1.ª           | 2014-15       | 36    | 8     | 4                   | 1                   | —                          | —                          | 40    | 9     |
| San Marcos de Arica · Chile | Total club    | Total club    | 36    | 8     | 4                   | 1                   | 0                          | 0                          | 40    | 9     |
| Unión Española · Chile | 1.ª           | 2015-16       | 25    | 4     | 10                  | 2                   | —                          | —                          | 35    | 6     |
| Unión Española · Chile | Total club    | Total club    | 50    | 13    | 11                  | 2                   | 7                          | 1                          | 68    | 16    |
| Deportes Antofagasta · Chile | 1.ª           | 2016-17       | 25    | 3     | 1                   | 0                   | —                          | —                          | 26    | 3     |
| Deportes Antofagasta · Chile | Total club    | Total club    | 63    | 7     | 1                   | 0                   | 0                          | 0                          | 64    | 7     |
| Deportes Temuco · Chile | 1.ª           | 2017          | 14    | 0     | 3                   | 0                   | —                          | —                          | 17    | 0     |
| Deportes Temuco · Chile | 1.ª           | 2018          | 12    | 1     | —                   | —                   | 2                          | 0                          | 14    | 1     |
| Deportes Temuco · Chile | Total club    | Total club    | 26    | 1     | 3                   | 0                   | 2                          | 0                          | 31    | 1     |
| Tampico Madero · México | 2.ª           | 2018          | 12    | 1     | 3                   | 0                   | —                          | —                          | 15    | 1     |
| Tampico Madero · México | 2.ª           | 2019          | 8     | 0     | 3                   | 0                   | —                          | —                          | 11    | 0     |
| Tampico Madero · México | Total club    | Total club    | 20    | 1     | 6                   | 0                   | 0                          | 0                          | 26    | 1     |
| Arturo Fernández Vial · Chile | 3.ª           | 2020          | 21    | 9     | —                   | —                   | —                          | —                          | 21    | 9     |
| Arturo Fernández Vial · Chile | 2.ª           | 2021          | 30    | 13    | 7                   | 1                   | —                          | —                          | 37    | 14    |
| Arturo Fernández Vial · Chile | 2.ª           | 2022          | 28    | 3     | 1                   | 0                   | —                          | —                          | 29    | 3     |
| Arturo Fernández Vial · Chile | Total club    | Total club    | 79    | 25    | 8                   | 1                   | 0                          | 0                          | 87    | 26    |
| Cobreloa · Chile | 2.ª           | 2023          | 15    | 4     | 5                   | 0                   | —                          | —                          | 20    | 4     |
| Cobreloa · Chile | Total club    | Total club    | 15    | 4     | 5                   | 0                   | 0                          | 0                          | 20    | 4     |
| Total carrera | Total carrera | Total carrera | 350   | 72    | 49                  | 10                  | 14                         | 1                          | 413   | 83    |
| (1) Incluye datos de Copa Chile, U.S. Open Cup y Copa México (2) Incluye datos de Copa Libertadores y Copa Sudamericana. (3) No incluye goles en partidos amistosos. |               |               |       |       |                     |                     |                            |                            |       |       |

## Palmarés

### Campeonatos nacionales
| Título           | Club                 | País  | Año  |
| ---------------- | -------------------- | ----- | ---- |
| Copa Chile       | Universidad Católica | Chile | 2011 |
| Segunda División | Fernández Vial       | Chile | 2020 |
| Primera B        | Cobreloa             | Chile | 2023 |